# Fédération de Lituanie de football
La Fédération de Lituanie de football (en lituanien : Lietuvos futbolo federacija, LFF) est une association regroupant les clubs de football de Lituanie et organisant les compétitions nationales et les matchs internationaux de la sélection de Lituanie. Son président est Tomas Danilevičius, élu le 18 mars 2012.
La fédération nationale de Lituanie est fondée une première fois en 1922 et est membre de la FIFA entre 1923 et 1940. Elle est refondée en 1992. Elle est à nouveau affiliée à la FIFA depuis 1992 et est membre de l'UEFA depuis 1992 également.

## Identité visuelle

Logo de [Quand ?] à [Quand ?].
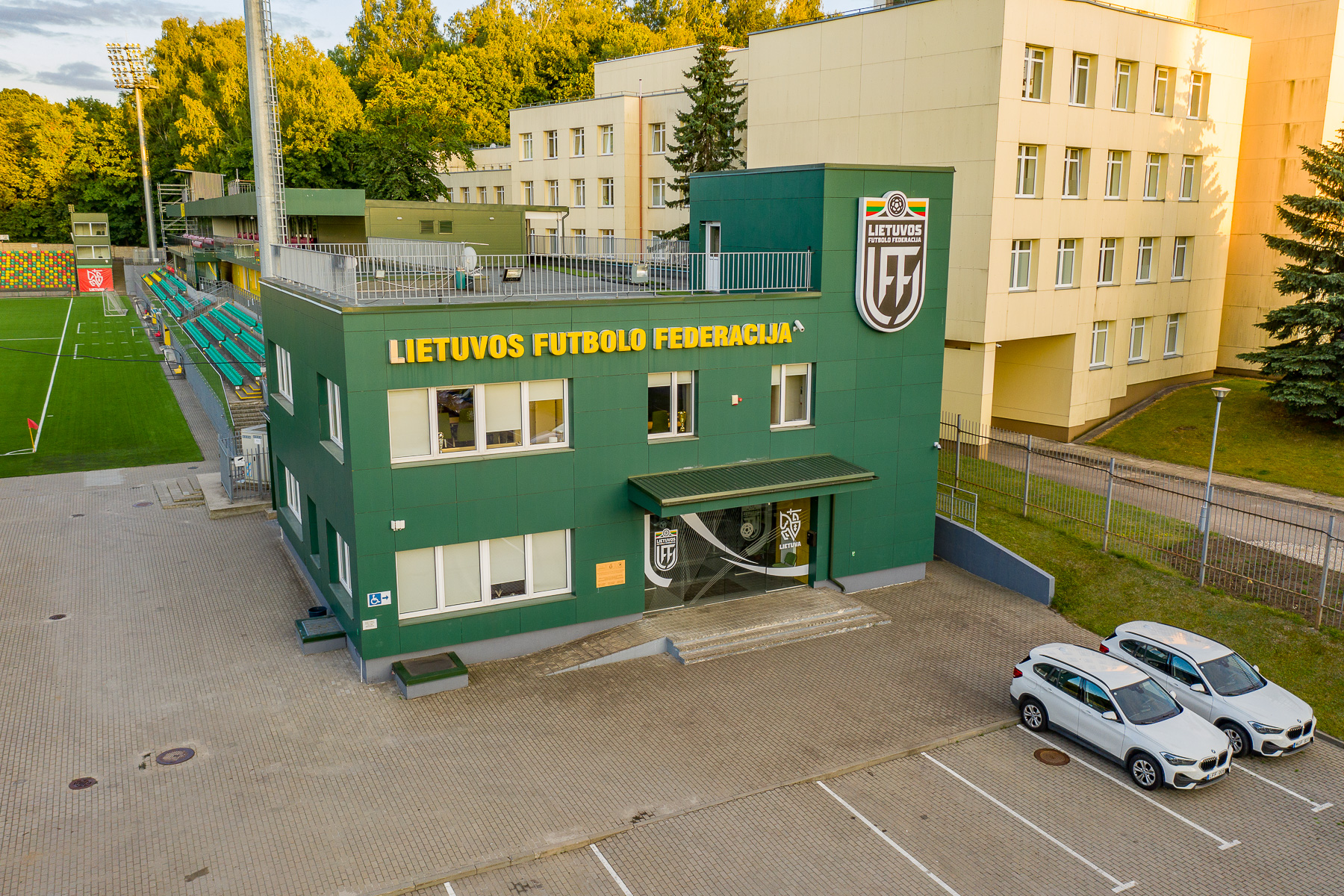